# Гайек, Либор
Либор Гайек (чеш. Libor Hájek; 4 февраля 1998, Смрчек, Чехия) — чешский хоккеист, защитник. В настоящее время играет за клуб «Пардубице». Игрок сборной Чехии. Чемпион мира 2024.

## Карьера
Либор Гайек является воспитанником чешского клуба «Комета». В 2014 году начал выступать в Экстралиге за клуб из Брно. В 2015 году перебрался за океан, играл в Западной хоккейной лиге и АХЛ.
В 2019 году дебютировал в НХЛ за «Нью-Йорк Рейнджерс».

## Достижения

### Командные
Серебряный призёр Мемориала Ивана Глинки 2014
 Бронзовый призёр чешской Экстралиги 2015
 Чемпион мира 2024

### Личные
- Самый результативный защитник молодёжного ЧМ 2018 (8 очков)

## Статистика
Обновлено на конец сезона 2020/2021
- НХЛ — 77 игр, 10 очков (3+7)
- АХЛ — 89 игр, 9 очков (2+7)
- Экстралига — 34 игры, 3 очка (0+3)
- Сборная Чехии — 9 игр, 3 очка (1+2)
- Мемориальный кубок — 5 игр, 3 очка (1+2)
- Западная хоккейная лига — 196 игр, 92 очка (20+72)
- Всего за карьеру — 410 игр, 120 очков (27+93)